# Cumopsis jonesi
Cumopsis jonesi is een zeekommasoort uit de familie van de Bodotriidae. De wetenschappelijke naam van de soort is voor het eerst geldig gepubliceerd in 1972 door Le Loeuff & Intes.